# Świętajno (gromada w powiecie szczycieńskim)
Świętajno – dawna gromada, czyli najmniejsza jednostka podziału terytorialnego Polskiej Rzeczypospolitej Ludowej w latach 1954–1972.
Gromady, z gromadzkimi radami narodowymi (GRN) jako organami władzy najniższego stopnia na wsi, funkcjonowały od reformy reorganizującej administrację wiejską przeprowadzonej jesienią 1954 do momentu ich zniesienia z dniem 1 stycznia 1973, tym samym wypierając organizację gminną w latach 1954–1972.
Gromadę Świętajno  z siedzibą GRN w Świętajnie utworzono – jako jedną z 8759 gromad na obszarze Polski – w powiecie szczycieńskim w woj. olsztyńskim na mocy uchwały nr 27 WRN w Olsztynie z dnia 4 października 1954. W skład jednostki weszły obszary dotychczasowych gromad Świętajno, Kolonia, Piasutno i Cis ze zniesionej gminy Świętajno w tymże powiecie. Dla gromady ustalono 25 członków gromadzkiej rady narodowej.
1 stycznia 1958 do gromady Świętajno włączono wieś Długi Borek, osadę Brzózki i leśniczówkę Myszadło ze zniesionej gromady Faryny, a także wsie Biały Grunt, Chochół i Jerominy ze zniesionej gromady Jeruty – w tymże powiecie.
1 stycznia 1960 do gromady Świętajno włączono wsie Jeruty, Chajdyce i Brel ze zniesionej gromady Olszyny oraz wsie Chocholi Grąd, Stare Czajki i Zielone ze zniesionej gromady Klon w tymże powiecie.
Gromada przetrwała do końca 1972 roku, czyli do kolejnej reformy gminnej. 1 stycznia 1973 w powiecie szczycieńskim reaktywowano gminę Świętajno.